# Jump scare
Jump scare lub jolt scare – popularna technika wykorzystywana w filmach grozy oraz grach wideo, polegająca na nagłym ukazaniu przerażającego zdarzenia, obiektu lub postaci w sposób mający wywołać w odbiorcy strach, często wykorzystując przy tym głośny i przeraźliwy dźwięk bądź muzykę. Zwykle stosowana w taki sposób, by odbiorca nie spodziewał się jej pojawienia, tj. poprzedza ją kilkuminutowe rozluźnienie akcji, tak by wywołać jak największy szok. 
Obecnie wielu krytyków filmów i gier ocenia jump scare jako mało kreatywny i tani sposób, by spowodować u widza uczucie przerażenia.
Jump scare stosuje się również w popularnych w internecie screamerach.